# Steffen Stranz
Steffen Stranz (ur. 16 maja 1960 w Kassel) – niemiecki judoka. Dwukrotny olimpijczyk. Zajął piąte miejsce w Seulu 1988 i trzynaste w Los Angeles 1984. Walczył w wadze lekkiej.
Brązowy medalista mistrzostw świata w 1983 i 1985; piąty w 1987. Trzeci na mistrzostwach Europy w 1983, 1987 i w drużynie w 1982 roku.

## Letnie Igrzyska Olimpijskie 1984
| Konkurencja | Rundy eliminacyjne      | Rundy eliminacyjne    | Klas. końcowa |
| Konkurencja | 1/32                    | 1/16                  | Miejsce       |
| ----------- | ----------------------- | --------------------- | ------------- |
| 71 kg       | Antti Hyvärinen (FIN) Z | Kerrith Brown (GBR) p | 13.           |

## Letnie Igrzyska Olimpijskie 1988
| Konkurencja | Rundy eliminacyjne          | Rundy eliminacyjne | Repasaże                  | Repasaże           | Klas. końcowa |
| Konkurencja | 1/32                        | 1/16               | Przeciwnik I              | Przeciwnik II      | Miejsce       |
| ----------- | --------------------------- | ------------------ | ------------------------- | ------------------ | ------------- |
| 71 kg       | Daniel Dohou Dossou (BEN) Z | Sven Loll (GDR) p  | Johannes Wohlwend (LIE) Z | Mike Swain (USA) p | 5.            |